# Власов, Семён Прокофьевич
Семён Прокофьевич Власов (1789, Любимский уезд, Ярославское наместничество — 27 августа 1821) — русский технолог-самоучка из крепостного сословия.

## Биография
Родился в семье старообрядца, крепостного крестьянина Любимского уезда Ярославской губернии. Отец, заметив необыкновенную любознательность и хорошую память сына, решил вырастить из него священника и обучил грамоте, но видя «чрезмерное» усилие в учёбе, отдал его в пастухи, чтобы он «немного остудил голову».
После того, как Семён принёс с болота фосфор, напугав односельчан, отец отвёз его в Петербург и отдал в торговавшую вином лавку, которую содержал земляк. Но хозяин лавки отправил его обратно, застав за чтением «учёных книг», которые Семён купил, накопив денег. Но вскоре он снова выпросился в столицу и был устроен в трактир. Новый работодатель не мешал его занятиям, но когда Семён решил ставить химические опыты, среди его земляков пошёл слух, что он занимается чернокнижием и алхимией. По распоряжению их «городского старосты» его заковали в кандалы и направили на суд к барину, но тому Семён понравился, особенно желанием используя полученные знания устроить в Петербурге мыловаренный заводик. Родственники же, желая чтоб он «образумился», заставили его жениться.
Семён в третий раз приехал в Петербург и действительно основал мыловаренный завод, а при нём устроил химическую лабораторию. Вскоре до него дошли слухи, что односельчане планируют сдать его в рекруты, тогда Семён продал своё предприятие и поступил на службу к богатому фабриканту, который укрыл его на своей фабрике, предоставив лабораторию в полное его распоряжение. Власов улучшал химическую часть производства. В свободное время он открыл способ делать картечные пули не из дорогого свинца, а из дешёвого чугуна; фабриканта, представившего изобретение военному начальству, наградили, а тот отпустил от себя Власова, выписав ему паспорт.
В 1810 году Семён, когда ему исполнился 21 год, подал на Высочайшее имя прошение, о помещении его в число учащихся за казённый счет в Петербургскую медико-хирургическую академию. Император Александр I повелел провести экзамен, на нём Власов изумил профессоров своими знаниями. Император распорядился выдать его помещику зачётную рекрутскую квитанцию, освободив Власова от крепостной зависимости, и разрешил зачислить его в академию, в которой Власов также устроился лаборантом. Им он остался и после окончания обучения в 1815 году.
Разработал способы получения серной и азотной кислот, приготовления весьма стойкой дорогой краски из отходов монетного двора в Петербурге, чернил, ваксы и лазури очень дешёвым способом, окрашивания сукна и других тканей в зелёный цвет и отбеливания полотен. Посредством электролиза получил калий и натрий вслед за англичанином Г. Дэви. Предложил способ воспламенения горючих веществ электричеством. Изобрёл гидростатическую машину для орошения полей.
В 1815 году Власова командировали в Финляндию, в город Ловизу, для испытания минеральных вод. В 1817 году он представил свои теоретические работы о внутреннем составе земли, о свете, происхождении миров. Под руководством академика Шерера провёл ряд опытов с электричеством и веществами, получаемыми новыми способами, подробно описывая эти эксперименты и результаты. Власов писал о различных научных предметах, но его труды никогда не были напечатаны. Отчасти это произошло из-за большого числа завистников.
Умер после тяжёлой болезни на 33 году своей жизни, снискав уважение многих образованных соотечественников и возбудив искреннее сожаление своей преждевременной кончиной.